# PLANELM-Medaille (Denemarken)
De PLANELM-Medaille (Deens: PLANELM-medalje), is een Deense onderscheiding. De bronzen medaille werd aan 72 medewerkers van de staf van SHIRBRIG uitgereikt. Het acroniem SHIRBRIG staat voor "Standby Forces High Readiness Brigade)", een snel inzetbaar Deens troepenonderdeel. De troepen werden opgeleid om de acties van de Verenigde Naties te ondersteunen.
Op de voorzijde staat een vlag van de Verenigde Naties binnen het rondschrift SHIRBRIG PLANELM, op de keerzijde staat een nummer.